# الغارة العثمانية على جزر البليار (1501)
وقعت غارة عثمانية على جزر البليار في عام 1501 تحت قيادة الأدميرال العثماني كمال ريس. تزامنت هذه الغارة مع الهجمات على سردينيا وبيانوسا (بالقرب من جزيرة إلبا).
جاءت غارة عام 1501 على جزر البليار في أعقاب بعض التدخلات المبكرة للعثمانيين في غرب البحر الأبيض المتوسط. كانت هذه التدخلات ردًا على سقوط غرناطة واستجابة لطلب المساعدة من الدولة العثمانية الذي قدمه آخر حاكم مسلم هناك في معركته ضد قشتالة. بناءً على هذا الطلب، أرسل السلطان العثماني بايزيد الثاني أسطولًا بقيادة كمال ريس لمهاجمة الساحل الإسباني. عندما سقطت غرناطة تم استخدام الأسطول العثماني لإنقاذ اللاجئين ونقلهم إلى ساحل شمال أفريقيا في عام 1487 ومرة أخرى في عام 1492.
يبدو أن أحد الآثار الجانبية للغارة كان القبض على بحار إسباني بحوزته خريطة مبكرة لكريستوفر كولومبوس.

## ملحوظات
1. 1 2 3 4 5  An Historical Geography of the Ottoman Empire p.99 نسخة محفوظة 22 مارس 2017 على موقع واي باك مشين.
2. ↑  "The Ottoman navy was built up by incorporating pirates, both Christian and Muslim, who raided as far west as the Balearic islands in 1501 - one of the results of which was the capture from a Spanish sailor of an early map of Columbus." in Turks and Greeks: neighbours in conflict, Vamik D. Volkan, Norman Itzkowitz, Eothen Press, 1994, p.40